# Bomberman World
Bomberman World est un jeu vidéo d'action édité par Sony Computer Entertainment et développé par Hudson Soft. Il est sorti en 1992 sur borne d'arcade et en 1998 sur PlayStation. Il s'agit du premier Bomberman à sortir sur cette console. Le jeu propose un mode multijoueur jouable jusqu'à 5 joueurs simultanément, 12 cartes différentes et 3 modes de jeu différents.

## Système de jeu
Chaque joueur contrôle un personnage, et doit poser des bombes pour détruire certains murs ou pour éliminer ses adversaires. Les joueurs doivent également veiller à ne pas être à proximité d'une bombe lors de son explosion, car sinon ils sont éliminés.

## Accueil
- GameSpot : 5,2/10[1]